# Quảng Ngãi
Quảng Ngãi es una ciudad del centro de Vietnam. Es la capital de la provincia de Quảng Ngãi. Limita al sur y al oeste el distrito de Tu Nghia, al noroeste con el distrito de Son Tinh, al norte con el distrito de Binh Son. Tiene una superficie de 160,15 km² y una población de 278.496 habitantes.

## Clima
Quảng Ngãi tiene un clima tropical monzónico (Köppen Am). Las temperaturas oscilan entre muy cálidas y calurosas durante todo el año, aunque descienden considerablemente entre octubre y marzo. La temporada de lluvias va de septiembre a diciembre, con un alto riesgo de tifones , y la temporada seca va de enero a agosto.

## Transporte
Quảng Ngãi cuenta con conexiones ferroviarias con los ferrocarriles norte-sur a través de la estación de tren de Quảng Ngãi. El transporte aéreo se realiza desde el Aeropuerto Internacional de Chu Lai, en la cercana provincia de Quảng Nam.